# 南半町西
南半町西（みなみはんちょうにし）は、大阪府堺市堺区にある地名。2024年現在の行政地名は南半町西一丁から南半町西四丁。住居表示は実施済。

## 地理
堺区の中央部に位置する。南東は南半町東、南西は出島町・西湊町、北西は大浜南町、北東は南旅篭町西に接する。南東から順に一丁から四丁がある。

### 河川
- 土居川
  - 鷺橋
  - 出島橋
  - 少林寺橋

## 歴史

### 地名の由来
「南半町」の地名は、大坂夏の陣後の復興の際、町割りで南北両端の区画が少し半端になったことに由来する。

### 沿革
はじめ1 - 2丁、1959年（昭和34年）より1 - 4丁がある。
- 1872年（明治5年）、芦原町・舞台町より南半町西成立。堺町のうち。
- 1879年（明治12年）、郡区町村編制法施行により、堺区の所属となる。
- 1889年（明治22年）、市制施行により、堺市の所属となる。
- 1959年（昭和34年）、一部を南半町東1 - 2丁に編入し、同時に南半町を一部を編入[8]。
- 2006年（平成18年）、堺市が政令指定都市に移行し、行政区を設置。南半町西は堺区の所属となる。

## 世帯数と人口
2024年（令和6年）4月30日現在の世帯数と人口は以下の通りである。
| 丁           | 世帯数  | 人口  |
| ------------ | ------- | ----- |
| 南半町西一丁 | 97世帯  | 134人 |
| 南半町西二丁 | 63世帯  | 113人 |
| 南半町西三丁 | 113世帯 | 204人 |
| 南半町西四丁 | 30世帯  | 60人  |
| 計           | 303世帯 | 511人 |

### 人口の変遷
国勢調査による人口の推移。
| 1995年（平成7年）  | 785人 | [ 9 ]  |  |
| 2000年（平成12年） | 696人 | [ 10 ] |  |
| 2005年（平成17年） | 618人 | [ 11 ] |  |
| 2010年（平成22年） | 562人 | [ 12 ] |  |
| 2015年（平成27年） | 553人 | [ 13 ] |  |
| 2020年（令和2年）  | 515人 | [ 14 ] |  |

### 世帯数の変遷
国勢調査による世帯数の推移。
| 1995年（平成7年）  | 327世帯 | [ 9 ]  |  |
| 2000年（平成12年） | 292世帯 | [ 10 ] |  |
| 2005年（平成17年） | 286世帯 | [ 11 ] |  |
| 2010年（平成22年） | 257世帯 | [ 12 ] |  |
| 2015年（平成27年） | 276世帯 | [ 13 ] |  |
| 2020年（令和2年）  | 269世帯 | [ 14 ] |  |

## 学区
市立小・中学校に通う場合、学区は以下の通りとなる。
| 丁           | 番   | 小学校           | 中学校           |
| ------------ | ---- | ---------------- | ---------------- |
| 南半町西一丁 | 全域 | 堺市立英彰小学校 | 堺市立大浜中学校 |
| 南半町西二丁 | 全域 | 堺市立英彰小学校 | 堺市立大浜中学校 |
| 南半町西三丁 | 全域 | 堺市立英彰小学校 | 堺市立大浜中学校 |
| 南半町西四丁 | 全域 | 堺市立英彰小学校 | 堺市立大浜中学校 |

## 事業所
2021年（令和3年）現在の経済センサス調査による事業所数と従業員数は以下の通りである。
| 丁                 | 事業所数 | 従業員数 |
| ------------------ | -------- | -------- |
| 南半町西一丁       | 17事業所 | 50人     |
| 南半町西二丁       | 11事業所 | 84人     |
| 南半町西三丁・四丁 | 10事業所 | 26人     |
| 計                 | 38事業所 | 160人    |

## 交通

### バス
- 南海バス[17]
  - 21系統：御陵前（電停前）

### 道路
- 大道筋（大阪府道197号深井畑山宿院線）

## 郵便
- 郵便番号：590-0967[3]（集配局：堺郵便局[18]）。